# 중국의약대학

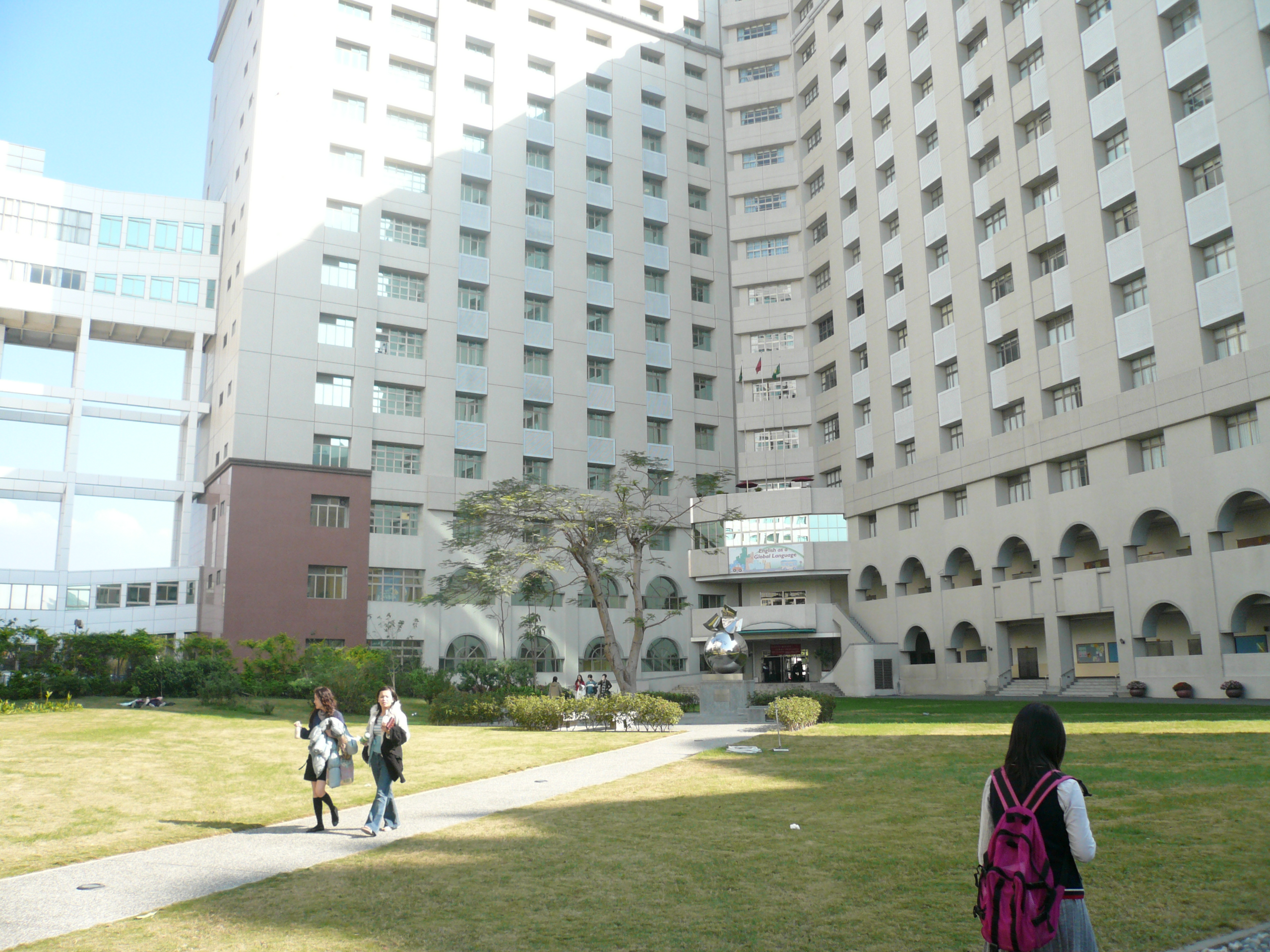
중국의약대학 캠퍼스

중국의약대학(중국어 간체자: 中国医葯大学, 정체자: 中國醫藥大學, 병음: zhueng guó i iaò dà xüé)은 타이완 동부 타이중시 베이 구에 있는 대학교이다.

## 연혁
- 1958년：중국의약학원(중국어: 中國醫藥學院)
- 2003년：중국의약대학으로 교명 변경

## 조 직 현황

### 학원, 연구소
- 의학원
- 전통 중국 의술학원
- 약학학원
- 공공위생학원
- 건강조호학원(健康照護學院)
- 생명과학원

## 자매 학교
- 대한민국
  - 경희대학교
  - 부산대학교
  - 대구대학교
  - 대전대학교
  - 영산대학교